# Analyse canonique généralisée
L'Analyse canonique généralisée au sens de Caroll (d'après J.D.Caroll) étend l'Analyse canonique ordinaire à l'étude de p Groupes de variables (p > 2) appliquées sur le même espace des individus. Elle admet comme cas particuliers l'ACP, l'AFC et l'ACM, l'Analyse canonique simple, mais aussi la régression simple, et multiple, l'analyse de la variance, l'analyse de la covariance et l'analyse discriminante.

#### Articles publiés sur internet
1. ↑  [PDF]Ph. Casin, J.C. Turlot, « Une présentation de l'analyse canonique généralisée dans l'espace des individus », 1986 (consulté le 18 novembre 2011)